# Oluja mozgova
Oluja mozgova (ili brainstorming) je metoda pronalaska ideja koju je osmislio Alex F. Osborn a usavršio Charles Hutchison Clark.
Potiče razvoj novih, neobičnih ideja kod skupine ljudi.
Metoda je dobila ime po metodi „using the brain to storm a problem“ (doslovno: rabiti mozak za na brzo rješavanje problema).

### Priprema
Sastavljanje skupine od 5-20 osoba. Ovisno o problemu, skupine se mogu sastojiti od stručnjaka / osoblja, laika ili stručnjaka različitih struka. Menadžment priprema prikazni materijal i uvodi skupine u problematiku koja se analizira i pojašnjava. 
Pri tome pitanja ili zadatci ne mogu biti previše općeniti ili općeniti. Imenuje se osoba koja vodi zapisnik.
Četiri osnovna pravila brainstorminga su:
- kombiniranje izraženih ideja
- komentari, ispravci i kritika nisu dopušteni.
- dobivanje velikog broja ideja u najkraćem vremenu (cca. 20-30 minuta)
- slobodno povezivanje i maštanje je dozvoljeno.

## Vanjske poveznice
- IDEO’s 7 Rules of Brainstorming (engl.)  Arhivirana inačica izvorne stranice od 25. svibnja 2009. (Wayback Machine)
- Razvoj ideja  Arhivirana inačica izvorne stranice od 18. travnja 2010. (Wayback Machine)
- Oluja mozgova
- Metoda forsirane proizvodnje ideja (brain-storming, oluja mozgova, konferencija ideja)
- Moj-posao[neaktivna poveznica]